# 増澤リオ
増澤 リオ（ますざわ りお、2005年10月28日 - ）は、日本の俳優。東京都出身。ソニー・ミュージックアーティスツ所属。

## 人物
趣味・特技：スポーツ全般

## 出演

### 映画
- 滑走路（2020年11月20日） - 関谷達也 役[2]